# Svörtutindar (bergstopp i Island, lat 64,83, long -23,85)
Svörtutindar är en bergstopp i republiken Island. Den ligger i regionen Västlandet, 120 km nordväst om huvudstaden Reykjavík. Toppen på Svörtutindar är 605 meter över havet.
Närmaste större samhälle är Ólafsvík, omkring 11 kilometer nordost om Svörtutindar. Trakten runt Svörtutindar består i huvudsak av gräsmarker.